# Bargagli
Bargagli est une commune de la ville métropolitaine de Gênes dans la région Ligurie en Italie.

## Administration
| Période                                  | Période | Identité | Étiquette | Qualité |
| ---------------------------------------- | ------- | -------- | --------- | ------- |
|                                          |         |          |           |         |
| Les données manquantes sont à compléter. |         |          |           |         |

### Hameaux
Cisiano, Maxena, Terrusso, Traso, Viganego

### Communes limitrophes
Davagna, Gênes, Lumarzo, Sori